# Devon Kershaw
Devon Kershaw, född 20 december 1982, är en kanadensisk före detta  längdskidåkare. Kershaw debuterade i världscupsammanhang den 26 februari 2004 i Drammen, Norge.
Han tog sin första världscupseger i loppet över 15 km fristil den 4 februari 2012. Han har även haft en tredjeplats från sprinttävlingen i Borlänge den 7 mars 2006. Men under VM 2011 i Holmenkollen tog Kershaw ett guld i sprintstafett tillsammans med Alex Harvey.
Hans stora genombrott är Tour de Ski 2010/2011. Kershaw har en tredje plats, två andra platser och en första plats. Han slutade som 7:a i Tour de Ski.
År 2018 avslutade Kershaw sin karriär.

## Världscupssegrar

### Individuellt (2)
| Datum            | Plats            | Land     | Disciplin      |
| ---------------- | ---------------- | -------- | -------------- |
| 4 februari 2012  | Rybinsk          | Ryssland | 15 km fristil  |
| 17 februari 2012 | Szklarska Poreba | Polen    | Sprint fristil |